# Joanne Bradshaw
Joanne Meryl Bradshaw (Yallourn, Australia, 8 de noviembre de 1961) es una atleta paralímpica australiana. 

## Biografía
Nació en la ciudad victoriana de Yallourn. Tiene una hija, Paige. En los Campeonatos Mundiales de Atletismo del IPC de 1998 en Birmingham, ganó medallas de plata en lanzamiento de peso y de disco femenino y una medalla de bronce en lanzamiento de jabalina femenina.
Ganó una medalla de oro en los Juegos Paralímpicos de Sídney 2000 en la prueba de lanzamiento de bala femenino F37, estableciendo así un nuevo récord paralímpico. Recibió una medalla de la Orden de Australia por su medalla de oro del año 2000. Compitió pero no ganó ninguna medalla en los Juegos Paralímpicos de Atenas 2004.